# Ace Attorney Investigations 2
Gyakuten Kenji 2,(Gyakuten Kenji 2'|逆転検事2). Ou "Turnabout Prosecutor 2", é um jogo de aventura desenvolvido pela Capcom.  Foi lançado no Japão para o Nintendo DS em 2011 e para o Android e iOS em 2017; a Capcom não planeja lançar o jogo fora do Japão, mas uma tradução en inglês completa feita por fãs foi lançado em 2015 e uma ém espanhol está sendo lançada.  O jogo é a sexto de toda série Ace Attorney, e a continuação de Ace Attorney Investigations: Miles Edgeworth (2009).
O jogo segue o promotor Miles Edgeworth, o detetive Dick Gumshoe e uma ladra adolescente chamada Kay Faraday, que investiga cinco casos; eles enfrentam a juiza Hakari Mikagami, uma personagem rival que faz parte de uma "purga de promotores" que remove os promotores mais fracos do dever. O jogo é dividido em dois tipos de fases: investigações, onde o jogador procura evidências no local do crime e conversa com as testemunhas, e refutações, onde buscam encontrar contradições nos depoimentos das testemunhas utilizando as evidências encontradas durante as investigações.
A equipe de desenvolvimento, que incluiu o diretor Takeshi Yamazaki, o produtor Motohide Eshiro e o designer de personagens Tatsuro Iwamoto, criou o jogo para o décimo aniversário da série, e finalizou sua direção durante uma estadia de cinco dias na Capcom Manor, em 2010. O jogo levou menos tempo do que o normal para ser criado, pois os desenvolvedores tinham como base o "Ace Attorney Investigations" original para usar, levando a um maior foco na história do jogo. Os revisores foram positivos ao jogo, citando como destaques a sua história e a nova mecânica de jogabilidade do "xadrez lógico". Vários jornalistas ocidentais comentaram sobre a falta de uma localização e a incluíram em listas de jogos que queriam ver localizados.

## Jogabilidade
Ace Attorney Investigations 2 é um jogo de aventura no qual os jogadores controlam o promotor Miles Edgeworth, quem investiga cinco casos; em um dos casos, o jogador também controla o pai de Edgeworth, Gregory. A jogabilidade é praticamente a mesma do jogo anterior, Ace Attorney Investigations: Miles Edgeworth, e é dividida em dois tipos de fases: investigações e refutações
Durante as investigações, o jogador controla diretamente Edgeworth; eles procuram evidências na cena do crime, e conversam com testemunhas para aprender novas informações. Conforme o jogador investiga, as informações observadas são salvas como pensamentos de Edgeworth; ao combiná-las, o jogador pode obter mais informações que de outra forma permaneceriam escondidas. Em alguns pontos, o jogador pode usar um dispositivo chamado "Pequeno Ladrão" para gerar reproduções holográficas da cena do crime usando informações conhecidas sobre ela; o jogador pode andar por aí nas recriações e apontar inconsistências com as evidências, e atualizar a recriação de acordo. Algumas vezes o jogador é capaz de alternar entre as recriações da cena do crime em dois momentos diferentes.
Uma nova mecânica de jogo, "xadrez lógico", é usada durante investigações quando um personagem se recusa a testemunhar. O jogador os interroga, que é visualizado como um jogo de xadrez, com o objetivo de destruir as peças de xadrez do outro personagem. Para isso, eles precisam construir sua vantagem na discussão, alternando entre falar e ouvir; quando o jogador acredita que tem a vantagem, pode optar por ir para a ofensiva. As seções de xadrez lógico são cronometradas, com o jogador tendo que tomar decisões antes que a barra de tempo tenha diminuído até o fim. O jogador sofre danos se fizer escolhas erradas, e os adversários do xadrez lógico ficam mais difíceis durante todo o jogo.
Após obter informações e provas suficientes da investigação, o jogador confronta outros personagens e lê seus depoimentos sobre os eventos do caso. O jogador pode optar por pressionar o personagem para obter mais informações sobre seus depoimentos, com o objetivo de descobrir contradições entre o depoimento e a evidência; se encontrar uma, pode optar por apresentar evidências coletadas das investigações para apontar a contradição.